# Partito d'Azione Democratica (Bosnia ed Erzegovina)
Il Partito d'Azione Democratica (in bosniaco: Stranka Demokratske Akcije, SDA) è un partito politico della Bosnia ed Erzegovina.

## Storia
Lo SDA venne fondato nel 1990 da Alija Izetbegović, Muhamed Filipović e Fikret Abdić, al termine del monopartitismo della Lega dei comunisti Jugoslavi che governò la Jugoslavia dal 1945. I partiti politici della Bosnia ed Erzegovina si dividono, tendenzialmente, in base alla composizione etnico-religiosa: bosgnacchi, serbi, croati. Lo SDA è stato il primo partito bosgnacco (bosniaco-musulmano) ad essere stato fondato.
Alle elezioni politiche del 1990, lo SDA raccolse il 29,3% dei voti ed elesse 43 seggi. Per le elezioni generali del 1996, dove la nuova Camera dei Rappresentanti vide ridotti i propri seggi da 130 a 42, lo SDA ottenne il 37,9% ed elesse 18 deputati. Le elezioni parlamentari del 2000 segnarono un tonfo per lo SDA, che scese al 18,8%, eleggendo 8 deputati e venendo superato da SDP. Alle elezioni generali del 2002, lo SDA riconquistò la posizione di primo partito, conseguendo il 23,7% dei voti ed eleggendo 10 seggi. Lo SDA espresse, così, il primo ministro con Adnan Terzić, il cui governo fu sostenuto anche da: SDS, nazionalisti serbi; SBiH, centristi; PDP, conservatori serbi; HDZ, nazionalisti croati.
Alle elezioni generali del 2006, lo SDA calò al 16,9% (-7%), venendo superato da SNSD (19,1%) e quasi raggiunto da SBiH (15,5%). Nella circoscrizione elettorale della Federazione di Bosnia ed Erzegovina lo SDA, però, rimase primo partito con il 22,5% dei voti. Tale dato venne sostanzialmente confermato (25,4%) anche alle contemporanee elezioni per la Camera Federale dei Rappresentanti, il parlamento della Federazione di Bosnia ed Erzegovina.
Alle elezioni generali del 2010 il candidato di SDA Bakir Izetbegović (figlio del primo presidente Alija) venne eletto membro bosgnacco della presidenza col 34,86% dei voti. Alle elezioni per la Camera dei Rappresentanti Nazionale ha ottenne, nella circoscrizione della Federazione di Bosnia-Erzegovina, il 19,40% e 7 deputati. Alla Camera Federale dei Rappresentanti ricevette il 20,22% e 23 deputati. In entrambe le camere SDA venne superato dai socialdemocratici che diventano partito di maggioranza relativa. Nelle elezioni cantonali SDA prese 55 rappresentanti. SDA rimase membro del governo di Vjekoslav Bevanda (formato nel 2012) fino al 2013. 
Alle elezioni generali del 2014, SDA tornò ad essere primo partito e Bakir Izetbegović venne rieletto membro della presidenza con il 32,87%. Alle elezioni per la Camera dei Rappresentanti Nazionale migliorò il risultato precedente, conquistando 10 seggi (+3) di cui 9 nella circoscrizione della Federazione di Bosnia-Erzegovina (27,87% dei voti) e 1 seggio nella circoscrizione della Repubblica Serba (4,88%). Nella Camera Federale dei Rappresentanti prese il 27,79% e 29 deputati, mentre elesse 70 rappresentanti nelle elezioni cantonali. Denis Zvizdić come membro di SDA riuscì a formare il nuovo governo bosniaco nel marzo 2015 in una coalizione che comprende HDZ, SzP e DF.